# Église de la Nativité-de-la-Sainte-Vierge de Mézy-Moulins
L'église de la Nativité-de-la-Sainte-Vierge est une église située à Mézy-Moulins, en France.

## Localisation
L'église est située sur la commune de Mézy-Moulins, dans le département de l'Aisne.

## Historique
Mézy apparaît pour la première fois sous la forme Minzenium en 1155 dans le cartulaire de l'abbaye Saint-Pierre de Chézy.
Il y a peu d'informations sur les origines de l'église. Une tradition locale voudrait que l'église ait été construite à proximité d'une maison de Templiers. Pour l'abbé Lecomte, bien qu'aucune preuve positive de cette tradition ait été trouvée, elle permettrait d'expliquer l'importance de l'église et la richesse de ses détails. Pour Dany Sandron, la qualité assez atypique de cette simple église paroissiale est due à la position du village, situé à un passage de la Marne au confluent du Surmelin et au croisement de deux routes importantes conduisant, l'une de Soissons à Troyes, l'autre longeant la Marne de Châlons à Lagny. Un pont permettait d'y franchir la rivière avant qu'il s'effondre, en 1172. Des moulins ont pu y être installés sur la rivière.
La terre de Mézy relevait des comtes de Champagne.
La cure de Mézy est mentionnée une première fois sous l'épiscopat de Lisiard de Crépy, évêque de Soissons, entre 1108 et 1126, concernant les dîmes qui « restent ... à la nomination du prieur de Coincy à la collation de l'évêque de Soissons ». Le prieuré de Coincy dépendait directement de l'abbaye de Cluny. En 1883, l'évêque de Soissons, Nivelon de Quierzy, confirme les donations faites au prieuré ce Coincy, parmi lesquelles un autel dans l'église de Mézy (altare Misiaco). La cure était à la présentation alternativement du prieur de Coincy et de l'abbesse de Jouarre. L'origine de celle de l'église de Mézy vis-à-vis de Jouarre n'est pas connue. La dépendance de Mézy envers le prieuré de Coincy a duré jusqu'au XVIIe siècle car l'abbé Pêcheur a noté dans les Annales du diocèse de Soissons, en 1868, que le prieur commendataire de Coincy était alors décimateur à Mézy.
Cette église date des XIIe  et  XVe siècles. L'église n'a pas eu à souffrir de l'invasion des terres du comte de Champagne Thibaud IV par les armées de confédérées commandées par le duc de Bretagne Pierre Mauclerc et le comte de Boulogne, en 1229-1230. L'église ne semble pas avoir subi de dégâts pendant la Guerre de Cent Ans et les guerres de religion.
La visite des prieurs claustraux de Cluny et de Saint-Martin-des-Champs à Coincy, en 1677, donne des informations sur l'effondrement du clocher de l'église de Mézy à la veille de Noël 1670. Cet effondrement a entraîné la chute de la voûte de l'église et les niveaux supérieurs de deux travées ainsi que la destruction du jubé en bois. La date de 1685 inscrite à l'entrée de l'abside donne la date de la fin de la reconstruction du clocher, de deux piles orientales de la nef et de deux piles à l'entrée du chœur. Cette reconstruction a été faite en obturant le triforium dans deux travées de la nef et une du chœur. Plusieurs culées et arcs-boutants ont été repris.
Au début du XIXe siècle l'église est dans un état de délabrement inquiétant, mais, malgré son classement en 1862, sa restauration ne commence qu'en 1904. Elle est interrompue pendant la Première Guerre mondiale. L'église n'a pas eu à subir de bombardement. Des travaux sont entrepris à partir de 1919 par l'architecte Émile Brunet (1872-1952), puis par J. Tillet jusqu'en 1933.

## Protection
Le monument est classé au titre des monuments historiques en 1862, par liste.

## Description
L'église a été construite suivant un plan basilical dépourvu de transept, avec une nef de quatre travées et deux bas-côtés, le chœur étant dans la continuité du vaisseau central avec une travée droite et une abside à sept pans, rappelant celle de l'abbatiale Saint-Michel de Saint-Michel-en-Thiérache, ou de Saint-Léger de Soissons. Elle a la particularité pour une église de campagne d'avoir une élévation à trois étages. Cette disposition rappelle celle de l'abbatiale Saint-Pierre d'Orbais située à une quinzaine de kilomètres, avec dans la nef :
- de grandes arcades ;
- un triforium ;
- des fenêtres hautes.

et dans le chœur :
- des fenêtres basses ;
- un triforium ;
- des fenêtres hautes.

La façade est percée d'une rosace à douze rayons sous laquelle est poursuivi le triforium.
Dimensions principales de l'église :
- longueur : 27 m ;
- largeur : 13 m ;
- hauteur sous voûte : 13,90 m.

Le cimetière de Mézy, qui entoure l'église, contient aussi une croix de cimetière classée monument historique.

## Images

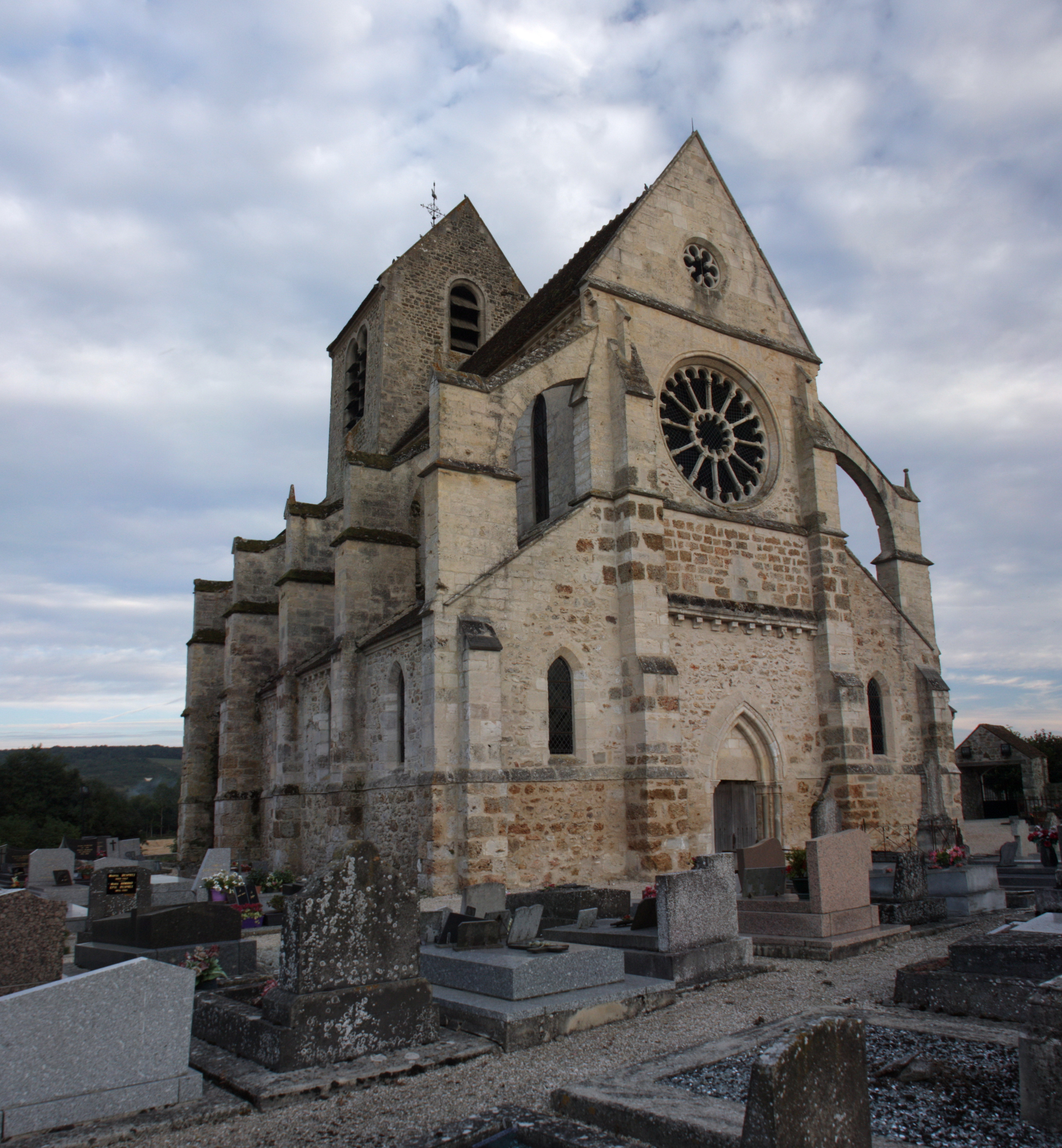
La façade
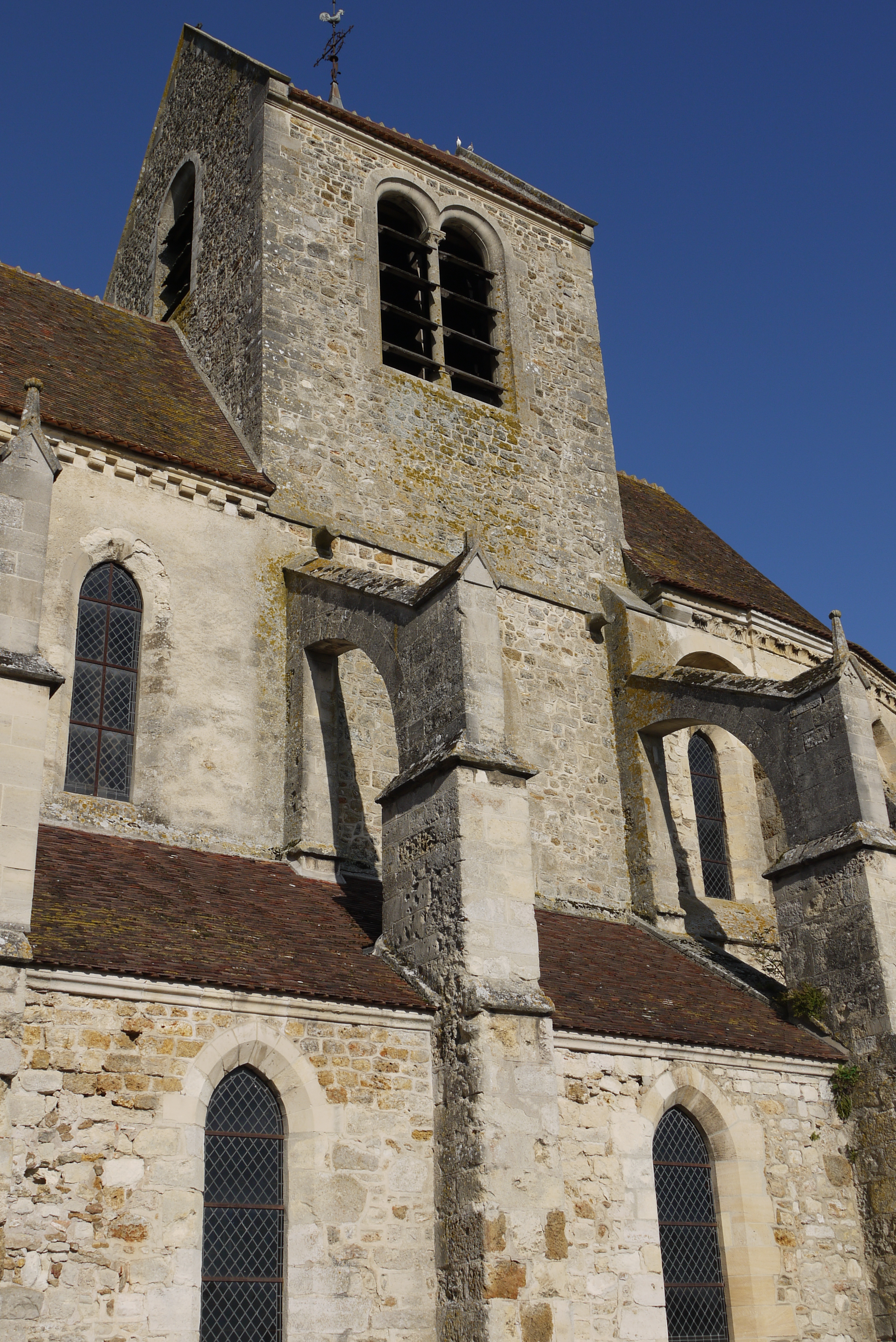
Le clocher
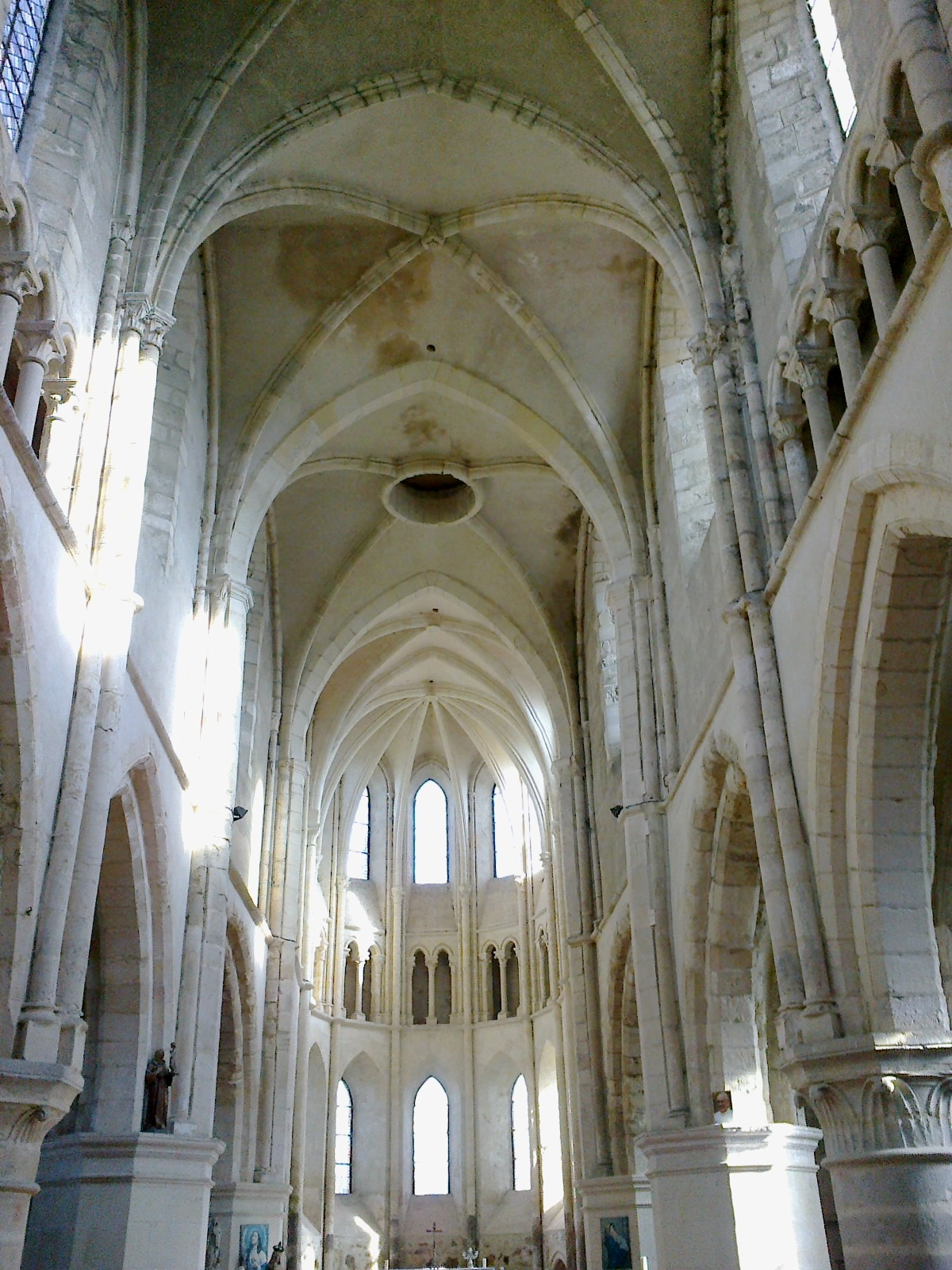
Nef